# Coupe d'Irlande de football 2012
Navigation
Édition précédente Édition suivante
La Coupe d'Irlande de football 2012 est la 92e édition de la Coupe d'Irlande de football organisée par la Fédération d'Irlande de football. La compétition commence le 1er avril 2011, pour se terminer en novembre. Le vainqueur gagne le droit de participer à la Ligue Europa 2013-2014 et à la Setanta Sports Cup 2013.
La compétition porte le nom de son sponsor principal : FAI Ford Cup

## Déroulement de la compétition

### Nombre d'équipes par divisions et par tour
44 équipes participent à cette édition de la Coupe d'Irlande.
Les 20 équipes participant au championnat d’Irlande, Premier et First Division, sont directement qualifiées pour le troisième tour.
Les vingt-quatre autres équipes disputent les deux premiers tours. Ces équipes se composent des quatre équipes issues du défunt A Championship, de seize équipes qui se sont qualifiées pour le quatrième tour de la FAI Intermediate Cup 2011-2012 et des demi-finalistes de la FAI Junior Cup 2011-2012.

### Calendrier
- Premier tour le 1er avril 2012
- Deuxième tour
- Troisième tour
- Huitièmes de finale
- Quarts de finale
- Demi-finale
- Finale

## Premier tour
Le tirage au sort a lieu le 6 mars 2012 par Paddy McCaul, le président de la FAI et par l’ancien joueur Mick Neville au siège de la fédération à Abbotstown. Les matchs ont  lieu le dimanche 1er avril 2012.
Seize équipes participent au premier tour, quatre sont qualifiées directement pour le deuxième tour.
| Club (division)         | Score | Club (division)     | Lieu de la rencontre           | Date      |
| ----------------------- | ----- | ------------------- | ------------------------------ | --------- |
| Kildrum Tigers          | 1-0   | Clonmel Celtic      | Station Road Park              | 1er avril |
| Douglas Hall            | 2-1   | Killester United    | Pigeon Hill                    | 1er avril |
| Phoenix F.C. Navan Road | 4-3   | Lucan United        | Martin Savage Park             | 30 mars   |
| Malahide United FC      | 2-1   | College Corinthians | Gannon Park                    | 31 mars   |
| Avondale United         | 3-1   | Sheriff YC          | Avondale Park                  | 1er avril |
| Cherry Orchard F.C      | 2-0   | Verona              |                                | 1er avril |
| Ballymun United         | 1-2   | Mayfield United     | Ballymun United Soccer Complex | 1er avril |
| Crumlin United FC       | 1-0   | Kilbarrack United   | Pearse park                    | 30 mars   |

## Deuxième tour
Les huit équipes victorieuses du premier tour sont rejointes par les quatre clubs exemptés, Blarney United, Drumkeen United, Everton AFC, St. Patrick's CY et les vingt clubs participants au championnat d'Irlande. Le tirage au sort se déroule le 30 avril 2012.
| Club            | Score | Club                      | Lieu de la rencontre             | Date        |
| --------------- | ----- | ------------------------- | -------------------------------- | ----------- |
| Bray Wanderers  | 1-1   | Shelbourne FC             | Carlisle Grounds                 | 25 mai 2012 |
| Shelbourne FC   | 1-0   | Bray Wanderers            | Tolka Park                       | 28 mai 2012 |
| Drogheda United | 1-0   | Mayfield United           | Hunky Dorys Park                 | 25 mai 2012 |
| SD Galway       | 0-1   | Mervue United             | Terryland Park                   | 25 mai 2012 |
| UC Dublin       | 3-1   | Phoenix FC                | UCD Bowl                         | 25 mai 2012 |
| Sligo Rovers    | 1-3   | Monaghan United           | Showgrounds                      | 25 mai 2012 |
| Blarney United  | 1-4   | Malahide United           | O'Shea Park                      | 25 mai 2012 |
| Dundalk FC      | 1-0   | St. Patrick's CY          | Oriel Park                       | 25 mai 2012 |
| Derry City FC   | 4-0   | Finn Harps                | Brandywell Stadium               | 25 mai 2012 |
| Bohemian FC     | 5-0   | Drumkeen United           | Dalymount Park                   | 25 mai 2012 |
| Shamrock Rovers | 1-0   | Limerick FC               | Tallaght Stadium                 | 25 mai 2012 |
| Kildrum Tigers  | 1-3   | Avondale United           | Station Road Park                | 27 mai 2012 |
| Cherry Orchard  | 2-0   | Longford Town             | Frank Cooke Park                 | 27 mai 2012 |
| Douglas Hall    | 1-1   | Wexford Youths            | Moneygourney                     | 27 mai 2012 |
| Wexford Youths  | 3-2   | Douglas Hall              | Ferrycarrig Park                 | 29 mai 2012 |
| Everton AFC     | 0-1   | Waterford United          | Everton Park                     | 27 mai 2012 |
| Crumlin United  | 0-3   | St. Patrick's Athletic FC | Christian Brothers School Ground | 27 mai 2012 |

## Troisième tour
Le tirage au sort a lieu le 16 juillet en direct à la télévision au cours de l'émission Monday Night Soccer. Le retrait du football du Monaghan United oblige une légère transformation de la compétition. Une équipe est tirée au sort afin de lui permettre de ne pas jouer le troisième tour. Ainsi le St. Patrick's Athletic FC est directement qualifié pour les quarts de finale de l'épreuve.
| Club             | Score | Club              | Lieu de la rencontre             | Date         |
| ---------------- | ----- | ----------------- | -------------------------------- | ------------ |
| Waterford United | 0-4   | Mervue United     | Waterford Regional Sports Centre | 26 août 2012 |
| Malahide United  | 0-4   | Dundalk FC        | Gannon Park                      | 26 août 2012 |
| Shamrock Rovers  | 2-0   | Cork City FC      | Tallaght Stadium                 | 26 août 2012 |
| Bohemian FC      | 1-0   | Avondale United   | Dalymount Park                   | 26 août 2012 |
| Drogheda United  | 1-0   | Wexford Youths FC | Hunky Dorys Park                 | 26 août 2012 |
| UC Dublin        | 0-1   | Derry City FC     | UCD Bowl                         | 26 août 2012 |
| Shelbourne FC    | 3-2   | Cherry Orchard    | Tolka Park                       | 26 août 2012 |

## Quarts de finale
Le tirage au sort des quarts de finale a eu lieu le 27 août 2012 dans l’émission de football Monday Night Soccer.
| Club (division)                      | Score         | Club (division)                      | Lieu de la rencontre | Date              |
| ------------------------------------ | ------------- | ------------------------------------ | -------------------- | ----------------- |
| Shelbourne FC                        | 2-1           | Shamrock Rovers                      | Tolka Park           | 14 septembre 2012 |
| Bohemian FC                          | 0-1           | Dundalk FC                           | Dalymount Park       | 14 septembre 2012 |
| St. Patrick's Athletic Football Club | 0-0           | Drogheda United                      | Richmond Park        | 14 septembre 2012 |
| Drogheda United                      | 1-1 (2-3 tab) | St. Patrick's Athletic Football Club | Hunky Dorys Park     | 17 septembre 2012 |
| Derry City FC                        | 7-1           | Mervue United                        | Brandywell Stadium   | 14 septembre 2012 |

## Demi-finales
| Demi-finale 1        | Derry City Football Club | 1-1   | Shelbourne Football Club | Brandywell Stadium         |                            |
| 7 octobre 2012 13:45 | McDaid 58e               | (0-1) | Cassidy 5e               | Arbitrage : Damien Hancock | Arbitrage : Damien Hancock |

| Demi-finale 1 (match à rejouer) | Shelbourne Football Club | 0-3   | Derry City Football Club        | Tolka Park                                       |                                                  |
| 10 octobre 2012 20:00           |                          | (0-1) | McLaughlin 44e 62e · McDaid 68e | Spectateurs : 1 700 Arbitrage : Anthony Buttimer | Spectateurs : 1 700 Arbitrage : Anthony Buttimer |
| 10 octobre 2012 20:00           | Résumé du match          |       |                                 | Spectateurs : 1 700 Arbitrage : Anthony Buttimer | Spectateurs : 1 700 Arbitrage : Anthony Buttimer |

| Demi-finale 2        | Dundalk Football Club | 0-3   | St. Patrick's Athletic Football Club  | Oriel Park                                 |                                            |
| 7 octobre 2012 15:55 |                       | (0-1) | Brown 21e · Bolger 53e · O'Connor 85e | Spectateurs : 2 020 Arbitrage : Alan Kelly | Spectateurs : 2 020 Arbitrage : Alan Kelly |

## Finale
| Finale          | St. Patrick's Athletic Football Club | 2-3 ap      | Derry City Football Club         | Aviva Stadium                               |                                             |
| 4 novembre 2012 | O'Connor 53e · Fagan 87e             | (0-0 / 2-2) | Greacen 53e · Patterson 69e 105e | Spectateurs : 16 117 Arbitrage : Neil Doyle | Spectateurs : 16 117 Arbitrage : Neil Doyle |
| 4 novembre 2012 | Rapport                              |             |                                  | Spectateurs : 16 117 Arbitrage : Neil Doyle | Spectateurs : 16 117 Arbitrage : Neil Doyle |